# Victoria fuscithorax
Victoria fuscithorax är en fjärilsart som beskrevs av W. Warren 1905. Victoria fuscithorax ingår i släktet Victoria och familjen mätare. Inga underarter finns listade i Catalogue of Life.